# المختفي (مسلسل)
المختفي (بالإسبانية: Desaparecidos)‏ هو مسلسل إسباني من ميدياسيت إسبانيا. بطولة ميشيل كالفو، جوان اتشانوف، ماكسي إغليسياس، أماندا ريوس، شاني مارتن والفيرا مينجويز، من إنتاج بلانو أبلانو وعرض لأول مرة في 19 يونيو 2020 على أمازون برايم فيديو.

## القصة
تنضم المفتشة سونيا ليديسما، إلى المجموعة الثانية من اللواء المركزي، بعد أختفاء أحد أفراد أسرتها. المجموعة تحاول حل أغرب حالات المفقودين.
- في 31 ديسمبر 2020، تم الإعلان عن تجديد المسلسل للموسم الثاني.[2]